# Pomerániai Erzsébet német-római császárné
Pomerániai Erzsébet (lengyelül: Elżbieta pomorska, csehül: Alžběta Pomořanská, németül: Elisabeth von Pommern; 1347 körül – Prága, Cseh Királyság, 1393. február 14.), V. Boguszláv pomerániai herceg és Lengyelországi Erzsébet egyetlen leánya, aki IV. Károly császár negyedik feleségeként német-római császárné, német és cseh királyné 1363-tól hitvese 1378-as haláláig. Luxemburgi Zsigmond és Luxemburgi Anna angol királyné édesanyja.

## Élete

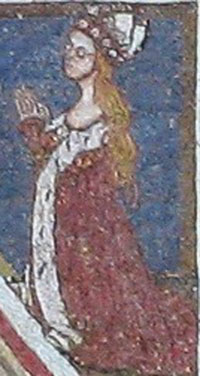
Pomerániai Erzsébet képe a Szent Vitus-székesegyházban

Édesanyja Erzsébet lengyel királyi hercegnő, III. Kázmér lengyel királynak és Litvániai Annának, Gediminas litván nagyfejedelem lányának a lánya, édesapja V. Boguszláv pomerániai herceg. Erzsébet édesanyja unokahúga volt Łokietek Erzsébet magyar anyakirálynénak, I.(Nagy) Lajos magyar király anyjának. 1365-ben, húszéves korában Erzsébetet férjhez adták IV. Károly német-római császárhoz, akinek a negyedik felesége lett.
- Gyermekeik:
- : Anna (1366-1394) - II. Richárd angol király felesége
- : Zsigmond (1368-1437)- magyar és cseh király, német-római császár
- : János (1370-1396) - Görlitz hercege
- : Károly (1372-1373) - Kisgyermekként meghalt
- : Margit (1373-1410) - III. János nürenbergi várgróf felesége
- : Henrik (1377-1378) - Kisgyermekként meghalt

Mivel férjének az előző házasságából már volt fia, így az ő fiainak nem volt sok esélye a német-római császár cím elnyeréséhez. (Zsigmond 1433-ban német-római császár lett ugyan, de ezt már Erzsébet nem érte meg.) 1379-ben Erzsébet legidősebb fiát, Zsigmondot eljegyezték Nagy Lajos középső leányával Máriával, így a fia 1387-ben magyar király lett. (Zsigmond 1410-től német, 1420-tól cseh király, 1433-tól pedig német-római császár is lett.) Férje 1378-ban halt meg, ezután sokat foglalkozott adományozásokkal, és kolostorok építtetésével. Erzsébet 1393-ban halt meg. Prágában temették el.